# Vigna speciosa
Vigna speciosa là một loài thực vật có hoa trong họ Đậu. Loài này được (Kunth) Verdc. miêu tả khoa học đầu tiên.